# Letland op de Olympische Zomerspelen 1932
Met twee atleten nam Letland deel aan de Olympische Zomerspelen 1932 in Los Angeles, Verenigde Staten. Voor het eerst in de historie werd een medaille gewonnen. De eer viel te beurt aan de snelwandelaar Jānis Daliņš.

## Medailleoverzicht
| Sport    | Olympiër(s)  | Onderdeel             | Medaille |
| -------- | ------------ | --------------------- | -------- |
| Atletiek | Jānis Daliņš | 50km snelwandelen (m) | Zilver   |

## Deelnemers en resultaten

### Atletiek
| Olympiër     | Discipline            | Resultaat | Prestatie      |
| ------------ | --------------------- | --------- | -------------- |
| Jānis Daliņš | 50km snelwandelen (m) | Zilver    | 4:57.20        |
| Jānis Dimza  | tienkamp (m)          | DNF       | niet gefinisht |

Argentinië · Australië · België · Brazilië · Brits-Indië · Canada · Colombia · Denemarken · Duitsland · Estland · Filipijnen · Finland · Frankrijk · Griekenland · Groot-Brittannië · Haïti · Hongarije · Ierland · Italië · Japan · Joegoslavië · Letland · Mexico · Nederland · Nieuw-Zeeland · Noorwegen · Oostenrijk · Polen · Portugal · Republiek China · Spanje · Tsjecho-Slowakije · Uruguay · Verenigde Staten · Zuid-Afrika · Zweden · Zwitserland